# زورندینگ
زورندینگ (به آلمانی: Zorneding) یک شهر در آلمان است که در بایرن واقع شده‌است.

## خصوصیات
زورندینگ ۲۳٫۷۷ کیلومترمربع مساحت دارد ۵۵۵ متر بالاتر از سطح دریا واقع شده‌است.